# Giro di Svizzera 1939
Il Giro di Svizzera 1939, settima edizione della corsa, si svolse dal 5 al 12 agosto 1939 per un percorso totale di 1 724 km, con partenza e arrivo a Zurigo. Il corridore svizzero Robert Zimmermann si aggiudicò la corsa concludendo in 48h55'06".
Dei 79 ciclisti alla partenza arrivarono al traguardo im 39, mentre 40 si ritirarono.

## Tappe
| Tappa  | Data      | Percorso                | km    | Vincitore di tappa | Leader cl. generale |
| ------ | --------- | ----------------------- | ----- | ------------------ | ------------------- |
| 1ª     | 5 agosto  | Zurigo > Grenchen       | 219,6 | Constant Lauwers   | Constant Lauwers    |
| 2ª     | 6 agosto  | Grenchen > Murten/Morat | 194,5 | Edgar Buchwalder   | Edgar Buchwalder    |
| 3ª     | 7 agosto  | Murten/Morat > Sierre   | 191,9 | Robert Lang        | Christophe Didier   |
| 4ª     | 8 agosto  | Sierre > Thun           | 174,1 | Robert Zimmermann  | Josef Wagner        |
| 5ª     | 9 agosto  | Thun > Lucerna          | 208   | Robert Zimmermann  | Christophe Didier   |
| 6ª     | 10 agosto | Lucerna > Lugano        | 205,4 | Joseph Somers      | Robert Zimmermann   |
| 7ª     | 11 agosto | Lugano > Rorschach      | 312,5 | Joseph Somers      | Robert Zimmermann   |
| 8ª     | 12 agosto | Rorschach > Zurigo      | 218   | Arsène Mersch      | Robert Zimmermann   |
| Totale | Totale    | Totale                  | 1 724 |                    |                     |

## Dettagli delle tappe

### 1ª tappa
- 5 agosto: Zurigo > Grenchen – 219,6 km

Risultati
| Pos. | Corridore        | Squadra  | Tempo    |
| ---- | ---------------- | -------- | -------- |
| 1    | Constant Lauwers | Belgio   | 5h40'13" |
| 2    | Paul Egli        | Svizzera | s.t.     |
| 3    | Edgar Buchwalder | Svizzera | a 3'48"  |

### 2ª tappa
- 6 agosto: Grenchen > Murten/Morat – 194,5 km

Risultati
| Pos. | Corridore        | Squadra     | Tempo    |
| ---- | ---------------- | ----------- | -------- |
| 1    | Edgar Buchwalder | Svizzera    | 5h17'49" |
| 2    | François Neuens  | Lussemburgo | s.t.     |
| 3    | Leo Amberg       | Svizzera    | s.t.     |

### 3ª tappa
- 7 agosto: Murten/Morat > Sierre – 191,9 km

Risultati
| Pos. | Corridore        | Squadra     | Tempo    |
| ---- | ---------------- | ----------- | -------- |
| 1    | Robert Lang      | Svizzera    | 5h09'04" |
| 2    | Secondo Magni    | Italia      | s.t.     |
| 3    | Matthias Clemens | Lussemburgo | s.t.     |

### 4ª tappa
- 8 agosto: Sierre > Thun – 174,1 km

Risultati
| Pos. | Corridore         | Squadra  | Tempo    |
| ---- | ----------------- | -------- | -------- |
| 1    | Robert Zimmermann | Svizzera | 4h48'24" |
| 2    | Josef Wagner      | Svizzera | s.t.     |
| 3    | Paul Egli         | Svizzera | a 2'02"  |

### 5ª tappa
- 9 agosto: Thun > Lucerna – 208 km

Risultati
| Pos. | Corridore         | Squadra  | Tempo    |
| ---- | ----------------- | -------- | -------- |
| 1    | Karl Litschi      | Svizzera | 5h23'49" |
| 2    | Edgar Buchwalder  | Svizzera | s.t.     |
| 3    | Walter Diggelmann | Svizzera | s.t.     |

### 6ª tappa
- 10 agosto: Lucerna > Lugano – 205,4 km

Risultati
| Pos. | Corridore     | Squadra  | Tempo    |
| ---- | ------------- | -------- | -------- |
| 1    | Joseph Somers | Belgio   | 6h15'39" |
| 2    | Leo Amberg    | Svizzera | a 1'03"  |
| 3    | Paul Egli     | Svizzera | s.t.     |

### 7ª tappa
- 12 agosto: Lugano > Rorschach – 312,5 km

Risultati
| Pos. | Corridore     | Squadra | Tempo    |
| ---- | ------------- | ------- | -------- |
| 1    | Joseph Somers | Belgio  | 9h43'03" |
| 2    | Enrico Mollo  | Italia  | a 2'29"  |
| 3    | Léon Level    | Francia | s.t.     |

### 8ª tappa
- 12 agosto: Rorschach > Zurigo – 218 km

Risultati
| Pos. | Corridore     | Squadra     | Tempo    |
| ---- | ------------- | ----------- | -------- |
| 1    | Arsène Mersch | Lussemburgo | 6h12'28" |
| 2    | Johann Meier  | Svizzera    | s.t.     |
| 3    | Paul Egli     | Svizzera    | a 4'58"  |

## Classifiche finali

### Classifica generale
| Pos. | Corridore         | Squadra     | Tempo     |
| ---- | ----------------- | ----------- | --------- |
| 1    | Robert Zimmermann | Svizzera    | 48h45'06" |
| 2    | Max Bolliger      | Svizzera    | a 29"     |
| 3    | Christophe Didier | Lussemburgo | a 36"     |
| 4    | Paul Egli         | Svizzera    | a 1'23"   |
| 5    | Walter Diggelmann | Svizzera    | a 16'17"  |
| 6    | Michele Benente   | Italia      | a 17'31"  |
| 7    | Karl Litschi      | Svizzera    | a 20'19"  |
| 8    | Settimio Simonini | Italia      | a 20'22"  |
| 9    | Robert Lang       | Svizzera    | a 21'50"  |
| 10   | Leo Amberg        | Svizzera    | a 22'55"  |

### Classifica scalatori
| Pos. | Corridore         | Squadra     | Punti |
| ---- | ----------------- | ----------- | ----- |
| 1    | Enrico Mollo      | Italia      | 38    |
| 2    | Settimio Simonini | Italia      | 31    |
| 3    | Christophe Didier | Lussemburgo | 24    |
| 4    | Walter Diggelmann | Svizzera    | 23    |
| 5    | Paul Egli         | Svizzera    | 23    |

### Classifica squadre
| Pos. | Squadra  | Tempo      |
| ---- | -------- | ---------- |
| 1    | Svizzera | 146h47'10" |
| 2    | Italia   | a 1h08'21" |
| 3    | Belgio   | a 2h37'22" |
| 4    | Germania | a 6h26'26" |